# Río Quilamas
El Quilamas es un río afluente del Alagón por su margen derecha, en la provincia de Salamanca, España.

## Afluentes
En el río Quilamas confluyen numerosos regatos y arroyos siendo el más importante el denominado río Chico o arroyo de San Juan que desemboca en el Quilamas por su margen izquierda.
El Quilamas desemboca en el Alagón en el paraje de la Junta.

## Curso
Pasa por La Bastida, San Miguel de Valero y Valero
A su paso por Valero se halla una pequeña presa construida en 1985 que da lugar a una piscina natural con más de 100 metros nadables y con una profundidad máxima en torno a los 2 metros.

## Caudal
No se seca en ninguna época del año, pero su caudal desciende en verano.